# Caranx fischeri
Caranx fischeri is een straalvinnige vissensoort uit de familie van horsmakrelen (Carangidae). De wetenschappelijke naam van de soort is voor het eerst geldig gepubliceerd in 2007 door Smith-Vaniz & Carpenter.

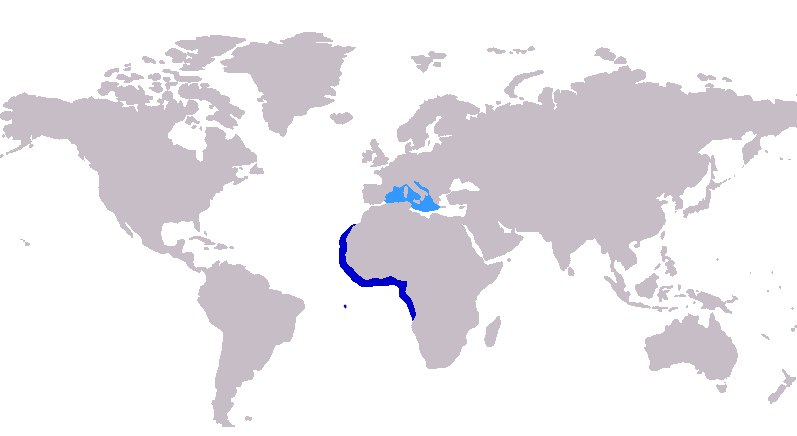
Verspreidingsgebied van Caranx fischeri